# Acrochordus javanicus
Rắn rầm ri cóc (tên khoa học: Acrochordus javanicus) là một loài rắn trong họ Acrochordidae. Loài này được Hornstedt mô tả khoa học đầu tiên năm 1787. Nó là loài điển hình của chi Acrochordus.

## Phân bố
Loài này phân bố trong khu vực Đông Nam Á, trừ Việt Nam (loài này có ở Việt Nam nhưng số lượng ít và rất hiếm gặp), Campuchia và Thái Lan về phía nam qua Malaysia, Singapore tới Indonesia (Kalimantan, Sumatra, Java và Borneo).

## Hình ảnh

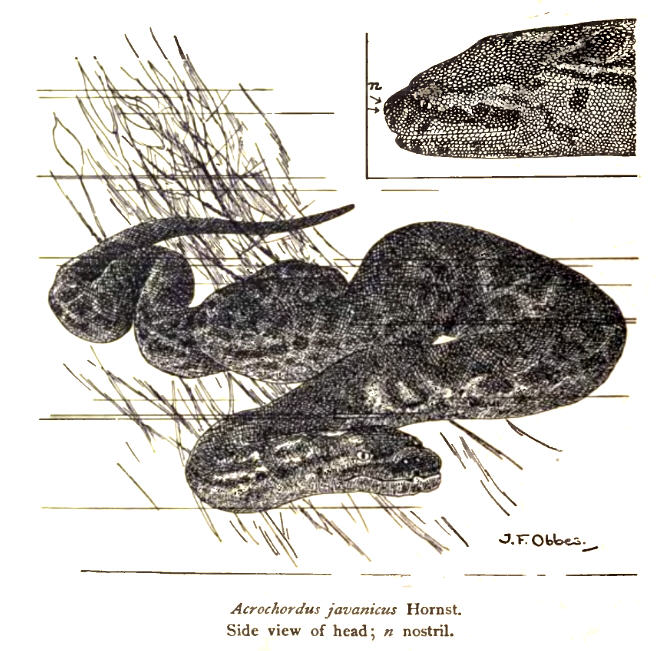